# Ajjasza
Ajjasza (arab. عياشة) – wieś w Syrii, w muhafazie Aleppo, w dystrykcie Al-Bab. W 2004 roku liczyła 468 mieszkańców.